# Liam Tamne
Liam Connor Tamne (Coventry, 30 novembre 1985) è un attore e cantante inglese, noto soprattutto come interprete di musical nel West End londinese.

## Biografia
Dopo aver studiato alla London Academy of Music and Dramatic Art, Liam Tamne ha debuttato nel West End nel musical Wicked all'Apollo Victoria Theatre di Londra nel 2008; nello show era il primo sostituto per il ruolo di Fiyero. Nel 2009 si unì alla produzione del West End di Harispray nel ruolo del protagonista maschile Link, mentre l'anno successivo recitò nel revival di Hair prodotto da Cameron Mackintosh al Gielgud Theatre. Dal 2011 al 2013 ricoprì il ruolo di Enjolras in Les Misérables in scena al Queen's Theatre di Londra, in una produzione di Cameron Mackintosh con David Shannon e Caroline Sheen.
Dopo due anni nel musical si unì al cast di The Phantom of the Opera all'His Majesty's Theatre nel ruolo di Raoul de Chagny, il protagonista romantico. Da il 2015 al 2017 ha interpretato il protagonista Frank-N-Furter nel musical The Rocky Horror Show, in scena a Londra e in una tournée europea che toccò anche l'Italia nel 2016. Nel 2019 torna sulle scene londinesi con la prima di The Light in the Piazza, in un allestimento diretto da Daniel Evans alla Royal Festival Hall con Renée Fleming. Nel 2020 interpreta il faraone Ramses nell'adattamento teatrale de Il principe d'Egitto, in scena al Dominion Theatre del West End londinese; per l'incisione discografica dello spettacolo, Tamne ha ottenuto una nomination al Grammy Award al miglior album di un musical teatrale.
Tamne è dichiaratamente gay e sposato con Michael Jaycock, suo collega in Hairspray, dal 2016.

## Filmografia

### Televisione
- The Voice - Concorrente (2013)

## Teatro
- Wicked, libretto di Winnie Holzman, colonna sonora di Stephen Schwartz. Apollo Victoria Theatre di Londra (2008)
- Hairspray, libretto di Mark O'Donnell e Thomas Meehan, parole di Scott Wittman, colonna sonora di Marc Shaiman, regia di Jack O'Brien. Shaftesbury Theatre di Londra (2009)
- Hair, libretto di James Rado e Gerome Ragni, colonna sonora di Galt MacDermot, regia di Diane Paulus. Gielgud Theatre di Londra (2010)
- Departure Lounge, colonna sonora e libretto di Douglas Irvine. Waterloo East di Londra (2010)
- Les Misérables, libretto di Alain Boublil, colonna sonora di Claude-Michel Schönberg, traduzioni di Herbert Kretzmer, regia di Trevor Nunn e John Caird. Queen's Theatre di Londra (2011-2013)
- The Phantom of the Opera, libretto di Richard Stilgoe e Charles Hart, colonna sonora di Harold Prince, coreografie di Gillian Lynne. His Majesty's Theatre di Londra (2014)
- The Rocky Horror Show, colonna sonora e libretto di Richard O'Brien, regia di Christopher Luscombe. Tournée europea (2015-2016)
- Working, colonna sonora e libretto di Stephen Schwartz, Nina Faso, Craig Carnelia, Micki Grant, Mary Rodgers e James Taylor, regia di Luke Sheppard (2017)
- Spamilton, colonna sonora, libretto e regia di Gerard Alessandrini. Menier Chocolate Factory di Londra (2018)
- The Light in the Piazza, libretto di Craig Lucas, colonna sonora di Adam Guettel, regia di Daniel Evans. Royal Festival Hall di Londra e Los Angeles Opera di Los Angeles (2019)
- The Prince of Egypt, libretto di Philip LaZebnik, colonna sonora di Stephen Schwartz, regia di Scott Schwartz. Dominion Theatre di Londra (2020)
- Wuthering Heights, scritto e diretto da Emma Rice. National Theatre di Londra, tour inglese (2022)